# 注意力偏誤
注意力偏誤是指一个人過度關注環境中的特定訊息，此時個體會忽視其他訊息。 例如吸烟者發現他们周围出現與吸烟相关的事物時很快就會引起他們的注意並渴望吸煙，此時吸煙者會忽視其他一切事物。 